# جوشوا مارك توماس
جوشوا مارك توماس (بالإنجليزية: Joshua Mark Thomas)‏ هو مصور أمريكي، ولد في 21 أغسطس 1973 في مونتانا في الولايات المتحدة.